# ホセ・ルイス・カスティージョ
ホセ・ルイス・カスティージョ（José Luis Castillo、1973年12月14日 - ）は、メキシコの元プロボクサー。ソノラ州エンパルメ出身。元WBC世界ライト級王者。

## 来歴

### フェザー、スーパーフェザー級時代
1990年5月4日に16歳でプロデビューする。デビュー当初はフェザー級であった。メキシコ国内で試合を重ね、1997年7月4日に7回KOで勝利してメキシコフェザー級王座を獲得した。同王座は2度防衛した後に返上し、階級をスーパーフェザー級に上げた。1999年8月14日にスーパーフェザー級でもメキシコスーパーフェザー級王座を獲得し、さらに同年10月16日には空位のIBA世界スーパーフェザー級王座を獲得した。

### ライト級時代
2000年からは階級をライト級に上げて6月17日にはスティーブ・ジョンストンを2-0判定で破りWBC世界ライト級王座を獲得した。この試合はリングマガジン アップセット・オブ・ザ・イヤーに選出された。同王座を3度防衛した後、2002年4月20日にフロイド・メイウェザー・ジュニアの挑戦を受ける。この試合、カスティージョは強烈なプレスで何度もメイウェザーを追い詰めるが、0-3の判定で敗北し、王座から陥落した。しかしこの判定結果には観客からブーイングが飛び、ボクシング関係者の採点もカスティージョの勝利とする見方が大多数を占めた。メイウェザーとは同年12月7日にリターンマッチを行うが、これは明確な僅差の判定で敗れている。
2004年6月5日には、メイウェザーが階級を上げて王座を返上し空位となったWBC世界ライト級王座を再度獲得した。同年12月4日にはホエール・カサマヨールの挑戦を受けるが、これも手数の差で圧倒し、防衛に成功した。2005年5月7日にはWBO世界ライト級のディエゴ・コラレスと王座統一戦を行う。この試合はカスティージョが10Rに2度のダウンを奪いながらも、コラレスの逆襲にあい、TKOで敗れ2団体統一に失敗、WBCライト級王座から再度陥落した。この結果を受けて即座にダイレクトリマッチが組まれた、WBC世界ライト級のタイトルマッチとなるはずだったが、カスティージョが計量で3.5ポンド（1.58キロ）体重超過したことでノンタイトル戦となった。試合自体は、カスティージョが4RでKOしリベンジに成功するも、体重超過をしたカスティージョが勝利したことでまたしても議論を呼ぶことになった。

### スーパーライト級時代
階級をスーパーライト級に上げ、2007年1月20日、WBCの指名挑戦権をかけてカナダのハーマン・ヌゴジョと対戦し、判定勝利。
同年6月23日には、スーパーライト級最強と目される無敗のリッキー・ハットンと対戦。しかしこの試合、カスティージョはハットンのパワーに終始押し込められ、4RKO負けとなった。
2008年3月8日、ティモシー・ブラッドリーと対戦が予定されていたが、カスティージョは計量でまたしても4.5ポンド（2.04キロ）体重超過の失態を犯し、試合が中止された。
2014年11月28日、モスクワで元WBO世界スーパーライト級王者ルスラン・プロボドニコフと対戦し、5回TKO負けを喫した。この試合を最後に現役を引退した。

## ディエゴ・コラレスとの因縁
ディエゴ・コラレスとは3度の試合がマッチメイクされたが、どれも後味の悪いものとなった。
- 1戦目（2005年5月7日）

この試合はWBCとWBOのライト級王座統一戦として大きな興行となる。試合自体は、序盤から接近しての激しい殴り合いの消耗戦になった。10ラウンドに入ると序盤にカスティージョのタイミングのいいパンチが決まりコラレスからダウンを奪った。コラレスは立ち上がったが、誰の目にもコラレスのダメージは大きく見え、ほぼグロッキー状態になり直ぐに2度目のダウンを奪う。立ち上がったコラレスは足元もふらついているように見え、通常であればテクニカルノックダウンが宣言されるような状態だったがレフェリーは試合続行を認めた。また激しい接近戦が再開され、今度はコラレスのパンチがカスティージョの顎を捉えた。カスティージョはロープに詰まっていたためレフェリーは試合続行を認めず、テクニカルノックダウンを宣言した。結局大逆転の10回TKO負けとなり、カスティージョはタイトルを失う。この試合はコラレスが2度のダウンの際、マウスピースを故意に吐き出して時間稼ぎをしたことと、レフェリーの試合を止めるタイミングが後々論争を呼んでしまったが、観客にとっては試合自体はお互いの意地を張った見ごたえのある試合となり、リングマガジン ファイト・オブ・ザ・イヤーに選出された。
- 2戦目（2005年10月8日）

初戦の論争の結果、リターンマッチが組まれたが、カスティージョは前日の計量にパス出来なかった。当日計量にもパスできず世界タイトル戦として組まれた試合であったが直前でノンタイトル戦となってしまう。試合自体は序盤からコラレスを圧倒し4回KOでカスティージョが勝利した。雪辱を果した形になったが、計量パスできなかったカスティージョは試合当日には重量でコラレスを大幅に上回っていたため、また論争を呼ぶ結果になってしまった。
- 3戦目（2006年6月3日対戦予定→中止）

結局2戦とも禍根を残す結果となり、ラバーマッチが組まれた。この試合の元々2006年2月4日に予定されていたがコラレスがわき腹を負傷したことで2ヶ月間延期された。前日計量でカスティージョは4.5ポンド体重超過の失態を犯す。前回の試合ではノンタイトル戦として試合を行うことを承諾したコラレス側も今回は試合をすることを拒否、試合は中止となり、カスティージョには6ヶ月の試合出場停止と罰金が課せられた。

## 獲得タイトル
- メキシコフェザー級王座
- メキシコスーパーフェザー級王座
- IBA世界スーパーフェザー級王座
- WBC世界ライト級王座